# Víctor Crisólogo Espejo
Víctor Walberto Crisólogo Espejo (Virú, 12 de julio de 1952-Nuevo Chimbote, 17 de enero de 2021) fue un abogado y político peruano. Fue congresista de la República por Áncash durante el periodo parlamentario 2011-2016

## Biografía
Nació en Virú, capital de la provincia homónima en el departamento de La Libertad, el 12 de julio de 1952.
Cursó sus estudios primarios en el distrito de Coishco, provincia del Santa, departamento de Áncash, y los secundarios en la ciudad de Chimbote. Entre 2005 y 2009 cursó estudios superiores de derecho y ciencias políticas en la Universidad Católica Los Ángeles de Chimbote obteniendo el título de abogado.

## Carrera política
Miembro del partido Perú Posible desde inicios de los años 2000, postuló como candidato a la alcaldía provincial de Santa en las elecciones municipales del 2002, sin éxito.
Luego tentó su elección como congresista de la República en las elecciones del 2006 por el partido Restauración Nacional sin obtener la elección. En las elecciones regionales del 2006 fue candidato a vicepresidente regional de Áncash por el mismo partido junto a Jaime Roosewelt Minaya Castromonte quedando en decimoprimer lugar con solo el 1.575 % de los votos.

### Congresista de la República
En las elecciones generales del 2011, logró su elección como congresista en representación de Áncash nuevamente con el partido Perú Posible. Obtuvo 12.352 votos, resultando electo para el período 2011-2016.
En el parlamento ejerció como vicepresidente de la Comisión de Constitución, secretario de la Comisión de Trabajo, vicepresidente de la Comisión de Transportes y presidente de la Comisión de Educación.
Culminando su gestión, intentó sin éxito su elección como representante ante el Parlamento Andino en las elecciones generales del 2016.

## Fallecimiento
El 17 de enero del 2021, falleció en la localidad de Nuevo Chimbote por COVID-19.